# Graffenrieda irwinii
Graffenrieda irwinii är en tvåhjärtbladig växtart som beskrevs av John Julius Wurdack. Graffenrieda irwinii ingår i släktet Graffenrieda och familjen Melastomataceae. Inga underarter finns listade i Catalogue of Life.